# Gatugölen
Gatugölen är en sjö i Jönköpings kommun i Småland och ingår i Motala ströms huvudavrinningsområde. Sjön har en area på 0,028 kvadratkilometer och ligger 278 meter över havet.

## Delavrinningsområde
Gatugölen ingår i det delavrinningsområde (639725-141268) som SMHI kallar för Utloppet av Tenhultasjön. Avrinningsområdets medelhöjd är 271 meter över havet och ytan är 34,19 kvadratkilometer. Det finns inga delavrinningsområden uppströms utan avrinningsområdet är högsta punkten. Femtingaån som avvattnar avrinningsområdet har biflödesordning 2, vilket innebär att vattnet flödar genom totalt 2 vattendrag innan det når havet efter 234 kilometer. Delavrinningsområdet består mestadels av skog (63 procent) och jordbruk (12 procent). Avrinningsområdet har 2,9 kvadratkilometer vattenytor vilket ger det en sjöprocent på 8,5 procent. Bebyggelsen i området täcker en yta av 0,75 kvadratkilometer eller 2 procent av avrinningsområdet.